# Al Jamālīyah
Al Jamālīyah är en ort i Egypten. Den ligger i guvernementet ad-Daqahliyya, i den norra delen av landet, 140 km norr om huvudstaden Kairo. Al Jamālīyah ligger 11 meter över havet och folkmängden uppgår till cirka 80 000 invånare.

## Geografi
Terrängen runt Al Jamālīyah är mycket platt. Runt Al Jamālīyah är det mycket tätbefolkat, med 1 056 invånare per kvadratkilometer. Närmaste större samhälle är al-Matariyya, cirka 16 km öster om Al Jamālīyah. Trakten runt Al Jamālīyah består till största delen av jordbruksmark.